# Список легіонерів ФК «Спартак» (Москва)
Список легіонерів ФК «Спартак» Москва включає в себе усіх іноземців, які виступали за Спартак.
Гравці, які змінили громадянство на російське позначені курсивом

## Європа

### Азербайджан
| Ім'я                   | Період | Статистика | Збірник |
| ---------------------- | ------ | ---------- | ------- |
| Касумов Велі Айдинович | 1992   | 6/0        |         |

### Білорусь
| Ім'я                            | Період    | Статистика | Збірник            |
| ------------------------------- | --------- | ---------- | ------------------ |
| Величко Валерій Сигізмундович   | 1995      | 2/0        | Білорусь 1992-1996 |
| Коваленко Костянтин Валерійович | 1996      | 2/1        | Білорусь 1995-1999 |
| Ромащенко Максим Юрійович       | 1997-1999 | 42/7       | Білорусь 1994-1998 |
| Баранов Василь Васильович       | 1998-2003 | 120/18     | Білорусь 1995-2001 |

### Грузія
| Ім'я                         | Період | Статистика | Збірник          |
| ---------------------------- | ------ | ---------- | ---------------- |
| Цхададзе Кахабер Джумберович | 1992   | 7/0        | Грузія 1991-1998 |

### Латвія
| Ім'я                   | Період | Статистика | Збірник          |
| ---------------------- | ------ | ---------- | ---------------- |
| Штолцерс Андрій Янович | 2000   | 12/5       | Латвія 1994-2005 |

### Литва
| Ім'я                        | Період    | Статистика | Збірник         |
| --------------------------- | --------- | ---------- | --------------- |
| Стауче Гінтарас Міндаугович | 1992-1994 | 59/-43     | Литва 1992-2004 |

### Північна Македонія
| Ім'я              | Період    | Статистика | Збірник             |
| ----------------- | --------- | ---------- | ------------------- |
| Ігор Мітрескі     | 2001-2004 | 120/0      | Македонія 2001-2011 |
| Ігор Стаменовські | 2001-2003 | 1/0        |                     |
|                   |           |            |                     |

### Україна
| Ім'я                               | Період    | Статистика | Збірник           |
| ---------------------------------- | --------- | ---------- | ----------------- |
| Перепаденко Геннадій Олександрович | 1992      | 1/0        |                   |
| Петров Юрій Анатолійович           | 1992      | 5/1        |                   |
| Помазун Олександр Васильович       | 1993-1994 | 8/-2       | Україна 1992-1993 |
| Цимбалар Ілля Володимирович        | 1993-1999 | 146/42     | Україна 1992      |
| Погодін Сергій Анатолійович        | 1993-1994 | 3/0        | Україна 1992      |
| Надуда Олег Миколайович            | 1994-1995 | 11/1       | Україна 1995      |
| Сак Юрій Миколайович               | 1994      | 2/0        | Україна 1992-1994 |
| Тяпушкін Дмитро Альбертович        | 1994-1995 | 22/-15     | Україна 1994-1995 |
| Нагорняк Сергій Миколайович        | 1995-1996 | 12/0       | Україна 1994-2002 |
| Дуюн Владислав Миколайович         | 1996-1997 | 18/1       |                   |
| Парфьонов Дмитро Володимирович     | 1998-2005 | 125/15     | Україна 1996-2004 |
| Левицький Максим Анатолійович      | 2001-2002 | 39/-37     | Україна 2000-2002 |
| Грановський Олександр Анатолійович | 2001      | 8/1        | Україна 2001      |
| Цихмейструк Едуард Миколайович     | 2001-2002 | 35/5       |                   |
| Лисицин Євген Анатолійович         | 2001      | 1/0        |                   |

## Азія

### Таджикистан
| Ім'я                         | Період          | Статистика | Збірник                |
| ---------------------------- | --------------- | ---------- | ---------------------- |
| Рахімов Рашид Маматкулович   | 1992, 1994-1995 | 26/1       | Таджикистан 1992, 1996 |
| Мухамадієв Мухсин Муслімович | 1994-1995       | 30/13      | Таджикистан 1992       |

### Узбекистан
| Ім'я                             | Період    | Статистика | Збірник         |
| -------------------------------- | --------- | ---------- | --------------- |
| П'ятницький Андрій Володимирович | 1992-1996 | 100/17     | Узбекистан 1992 |

## Південна Америка

### Бразилія
| Ім'я             | Період    | Статистика | Збірник |
| ---------------- | --------- | ---------- | ------- |
| Робсон           | 1997-2001 | 102/32     |         |
| Леандро Самароні | 1998      | 10/0       |         |
| Паніше Ромуалдо  | 1999-2000 | 2/0        |         |
| Маркан           | 2000-2001 | 10/1       |         |

## Африка

### Камерун
| Ім'я                  | Період    | Статистика | Збірник           |
| --------------------- | --------- | ---------- | ----------------- |
| Жеррі-Крістіан Тчуйсе | 2000-2002 | 44/0       | Камерун 2001-2002 |

### Сенегал
| Ім'я         | Період    | Статистика | Збірник           |
| ------------ | --------- | ---------- | ----------------- |
| Ібрахім Кебе | 2001-2004 | 47/3       | Сенегал 2000-2003 |
|              |           |            |                   |
|              |           |            |                   |